# Astragalus rudolffii
Astragalus rudolffii är en ärtväxtart som beskrevs av N.Ulziykh. Astragalus rudolffii ingår i släktet vedlar, och familjen ärtväxter. Inga underarter finns listade i Catalogue of Life.